# Groeve het Houbenbergske I

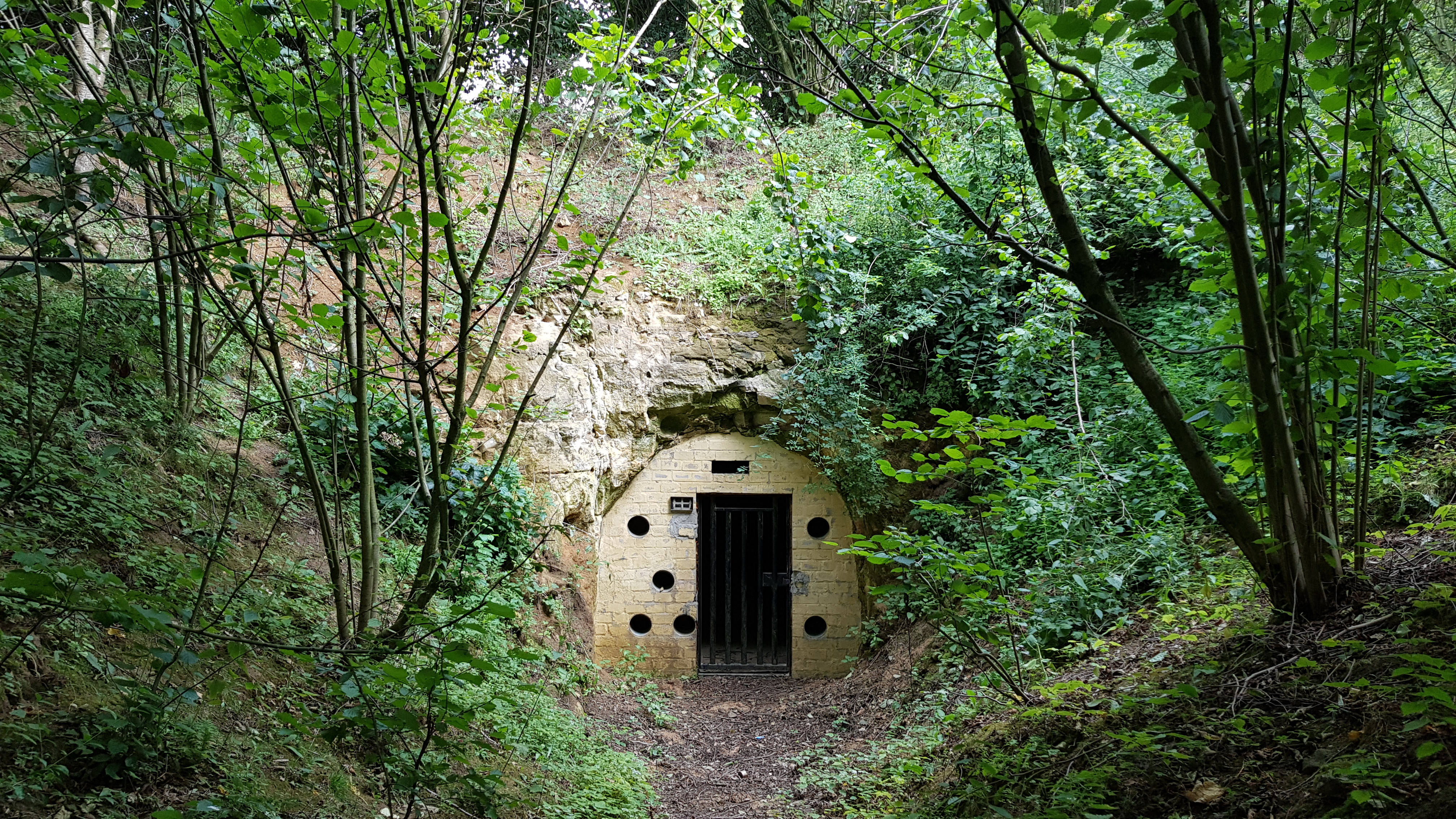
Ingang groeve

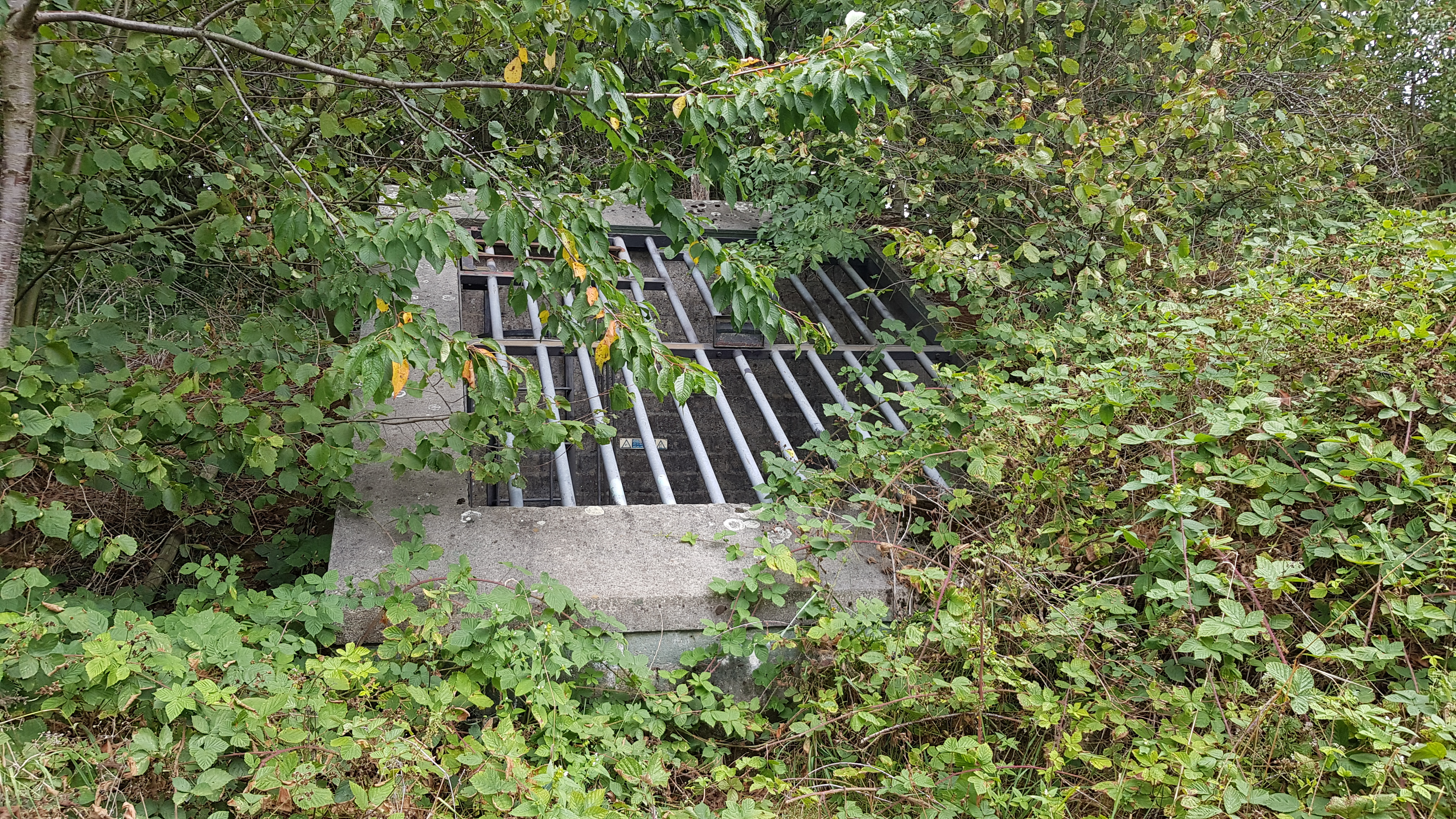
Schacht

De Groeve het Houbenbergske I is een Limburgse mergelgroeve in de Nederlandse gemeente Eijsden-Margraten. De ondergrondse groeve ligt ongeveer 400 meter ten noordwesten van Groot Welsden aan de Wijlder Reimweg, vlak bij de weg Sleijpeberg. De groeve ligt midden op het Plateau van Margraten aan de rand van het droogdal Sibbersloot.
Ongeveer 150 meter naar het zuiden lag de Groeve het Houbenbergske II. Ongeveer 700 meter naar het zuidoosten lag de groeve Groeve Groot Welsden.

## Geschiedenis
Voor 1600 werd de groeve reeds ontgonnen door blokbrekers.
Tot 2010/2011 werd de groeve door de Stichting ir. D.C. van Schaïk beheerd, maar vanwege de inwerkingtreding van de nieuwe mijnbouwwet besloot Het Limburgs Landschap om het beheer van de groeve (en van de Koelebosgroeve) weer in eigen hand te nemen.

## Groeve
De middelgrote groeve heeft een afmeting van 60 bij 50 meter. Aan de westzijde bevindt zich de ingang en ongeveer 30 meter zuidoostelijk daarvan ligt een schacht.
Zowel de ingang van de groeve als de schacht zijn afgesloten op zo'n manier dat vleermuizen de groeves wel kunnen betreden.